# Волжско-Каспийская военная флотилия
Во́лжско-Каспи́йская флоти́лия — военное формирование Красной армии в период Гражданской войны 1918—22 годов.

## История

### Формирование
21 июля 1919 года на базе Астрахано-Каспийской и Волжской военной флотилий была образована Волжско-Каспийская военная флотилия. Возглавил флотилию Раскольников Ф. Ф., начальником штаба был назначен Кукель В. А. Задачей флотилии было взаимодействие с частями Красной Армии в Нижнем Поволжье, оборона Астрахани, участие в боевых действиях на Кавказе и в Закавказье.

### Состав
В августе в состав флотили входило более 200 судов:
- 3 вспомогательных крейсера
- 6 эсминцев
- 3 миноносца
- 4 подводные лодки
- 38 канонерских лодок
- 24 сторожевых корабля
- 4 авианесущие баржи
- 6 плавучих батарей и т. д.

Флотилия была разделена на 3 отряда:
- Северный, действовавший в районе Царицына.
- Североастраханский, прикрывавший железную дорогу Чёрный Яр — Владимировка.
- Обороны дельты, действовавший на севере Каспийского моря и прикрывавший Астрахань с юга.

Кроме того, в состав флотилии входила Воздушная бригада.

### Командный состав
Командующие
- Раскольников Ф. Ф. (31 июля 1919 года — 15 июня 1920 года)
- Векман А. К. (16 июня — 5 июля 1920 года)

### Боевые действия
Флотилия активно участвовала в обороне Астрахани: вела обстрел позиций белогвардейцев, высаживала десанты. В ноябре 1919 года с помощью флотилии были захвачены опорные пункты уральских белоказаков и была снята угроза взятия белогвардейцами Астрахани. В конце 1919 года в состав флотилии с Балтийского флота поступили 7 эсминцев и 6 сторожевых кораблей.
Весной 1920 года флотилия участвовала в боях на Кавказе, в частности она успешно действовала в районе Махачкалы (старое название — Петровск). 5 апреля 1920 года под умелым руководством Кукеля В. А. взяла город Форт-Александровский (ныне Форт-Шевченко в Казахстане).
С 1 мая 1920 года флотилия перебазировалась в Баку и через несколько дней взяла Ленкорань. 13 — 18 мая 1920 года флотилия успешно провела в Иране Энзелийскую операцию против белогвардейцев и английских войск.
В июне 1920 года командование флотилией принял А. К. Векман. В июле 1920 года флотилия была переименована в Каспийский флот, который впоследствии, объединившись с Красным флотом Советского Азербайджана, образовал Морские силы Каспийского моря.